# Pont Royal
Pont Royal (Cầu Hoàng gia) là một cây cầu bắc qua sông Seine thuộc Paris, Pháp. Đây là cây cầu lâu đời thứ ba của thành phố Paris sau pont Neuf và cầu Marie. Cây cầu nối liền Nhánh Flore của Cung điện Louvre ở bờ phải với đoạn giao giữa phố Bac và phố Beaune ở bờ trái sông Seine. Đây là một cây cầu làm bằng đá gồm năm nhịp vòm. Một thước đo thủy văn được gắn ở chân cầu cho phép người ta thấy được mực nước cao nhất trong lịch sử của sông Seine tại Paris.
| Métro Paris | Bến tàu điện ngầm: Tuileries |

## Lịch sử
Năm 1632, nhà thầu Pierre Pidou theo yêu cầu của nhà đầu tư Barbier đã bắt đầu xây dựng một cây cầu bằng gỗ, tiền thân của Pont Royal, với tên Cầu Sainte-Anne (Pont Sainte-Anne - lấy từ tên Anne của Áo) hay Cầu Đỏ (Pont Rouge - xuất phát từ màu sắc cây cầu). Cây cầu này có tác dụng thay thế bến đò Tuileries (Bac des Tuileries - nay là phố Bac) vốn hoạt động từ năm 1550. Năm 1649 cây cầu bằng gỗ mỏng manh này đã được sửa chữa lần đầu và sau đó là xây mới hoàn toàn sau khi cầu cũ bị phá huỷ do trận hoả hoạn năm 1654. Công việc xây dựng cây cầu mới tiến hành từ năm 1660 đến năm 1673 và được hoàn thành năm 1684.
Cây cầu hiện nay được khởi công xây dựng ngày 25 tháng 8 năm 1685 và hoàn thành ngày 13 tháng 6 năm 1689. Nó được xây dựng hoàn toàn bằng đá với kinh phí do vua Louis XIV ra lệnh chi trả, vì lý do này mà cầu được mang tên Pont Royal (Cầu Hoàng gia). Công việc thiết kế được giao cho các kiến trúc sư Jacques Gabriel, Jules Hardouin-Mansart và François Romain. Vào thế kỷ 18, đây là địa điểm được ưa thích của hầu như mọi cuộc hội hè của Paris.
Sau Cách mạng Pháp, từ năm 1792 đến năm 1804, cầu được đổi tên thành pont National (Cầu Quốc gia), rồi Cầu Tuileries (Pont des Tuileries) cho đến năm 1814. Lần sửa chữa lớn gần đây nhất của pont Royal là vào năm 1850. Từ năm 1939 cầu được xếp hạng là di tích lịch sử của Pháp. Vào năm 2005, trong thời gian Paris chạy đua đăng cai Thế vận hội mùa hè 2012, cây cầu đã được thắp sáng.

## Hình ảnh

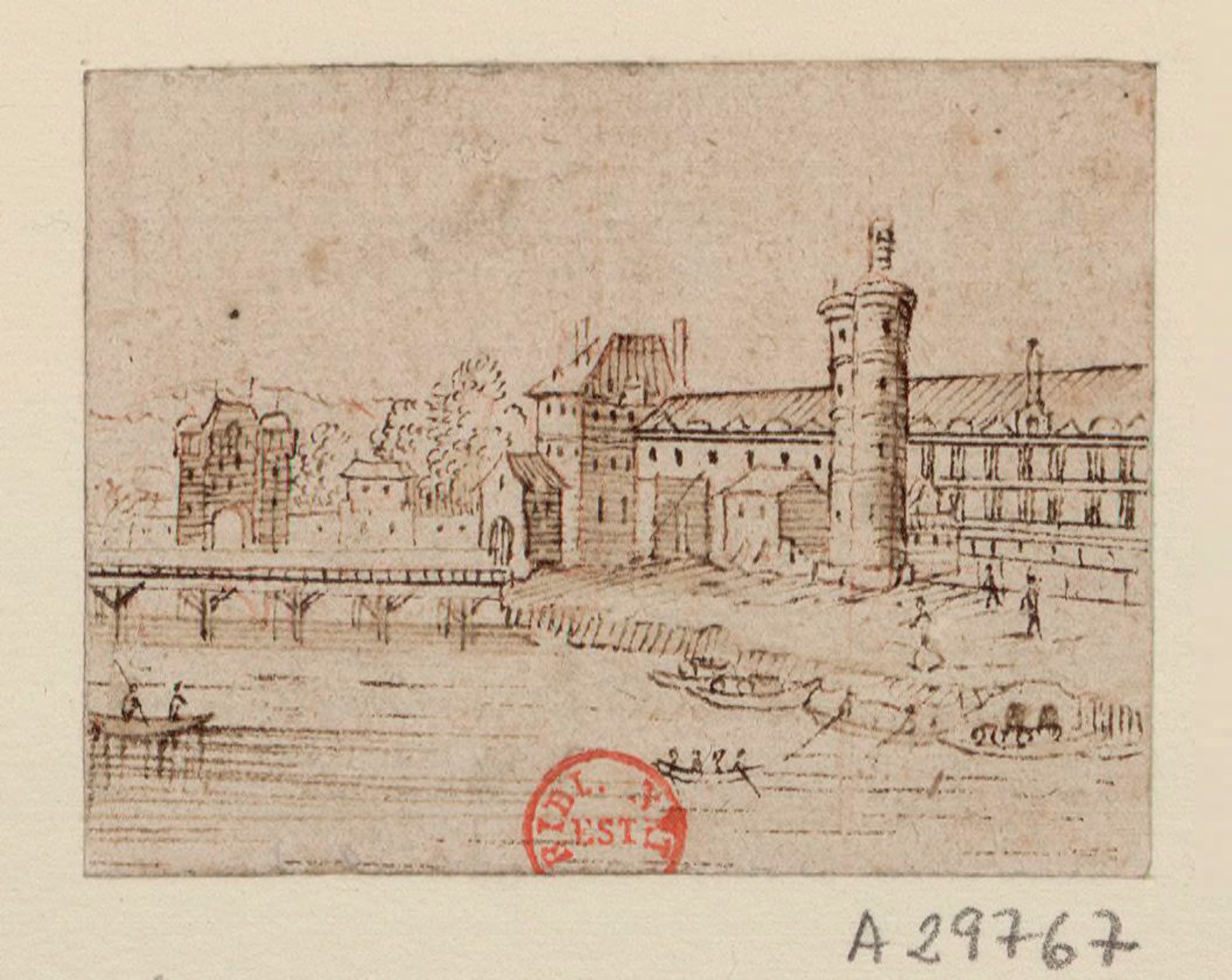
Cầu Đỏ
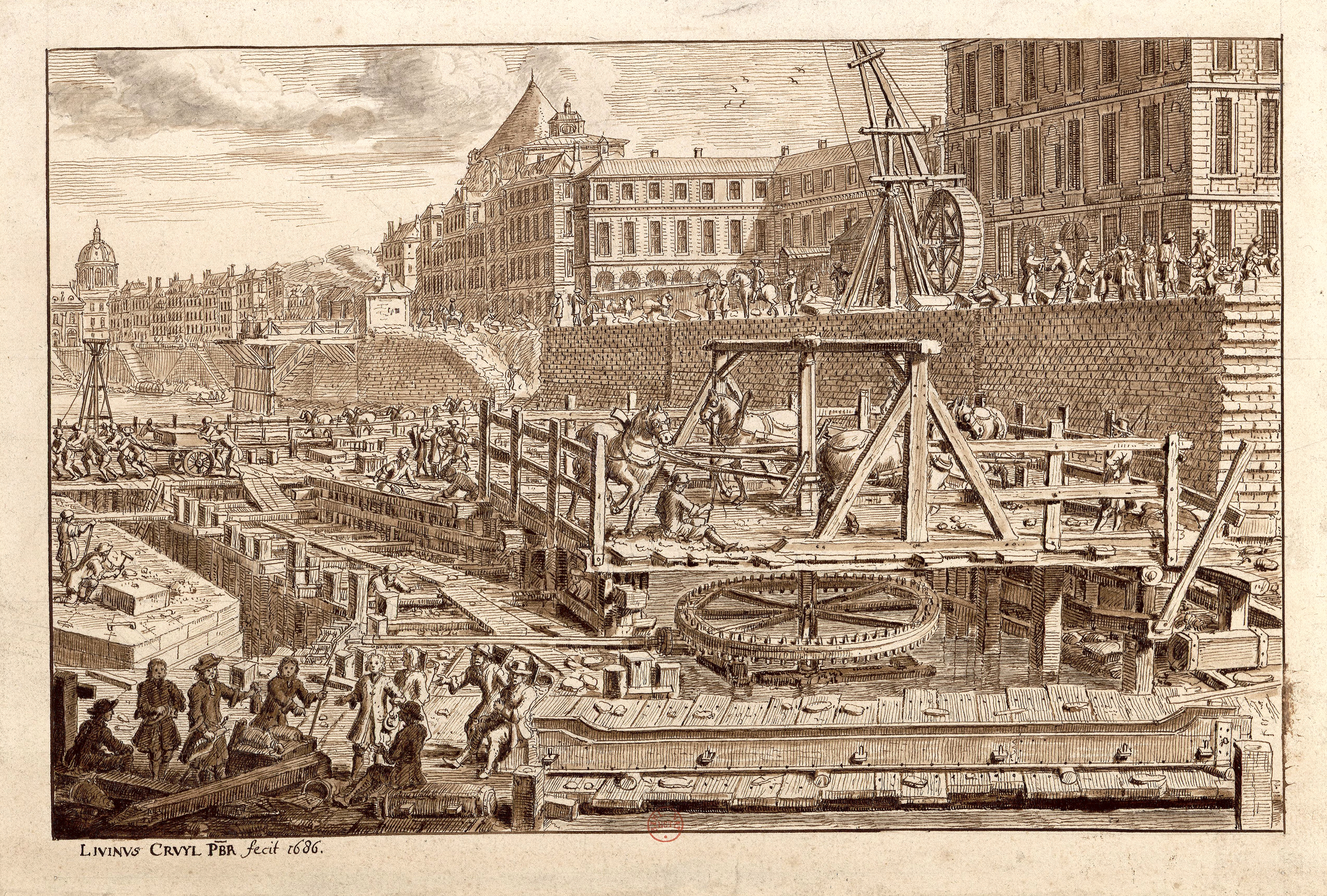
Cầu năm 1686
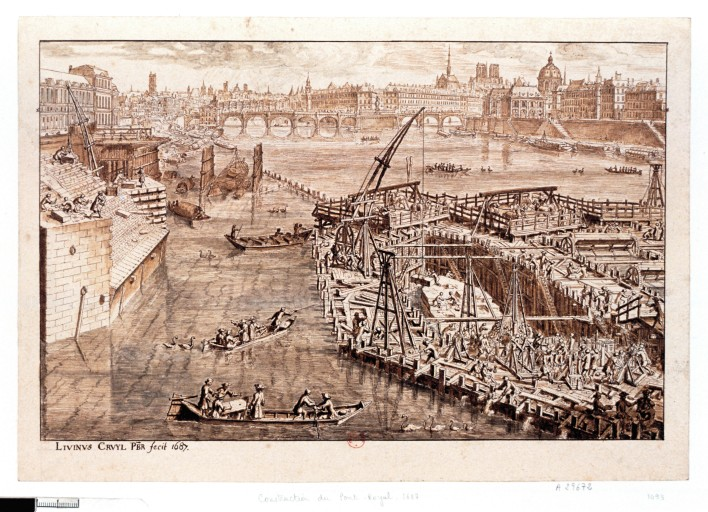
Cầu năm 1687
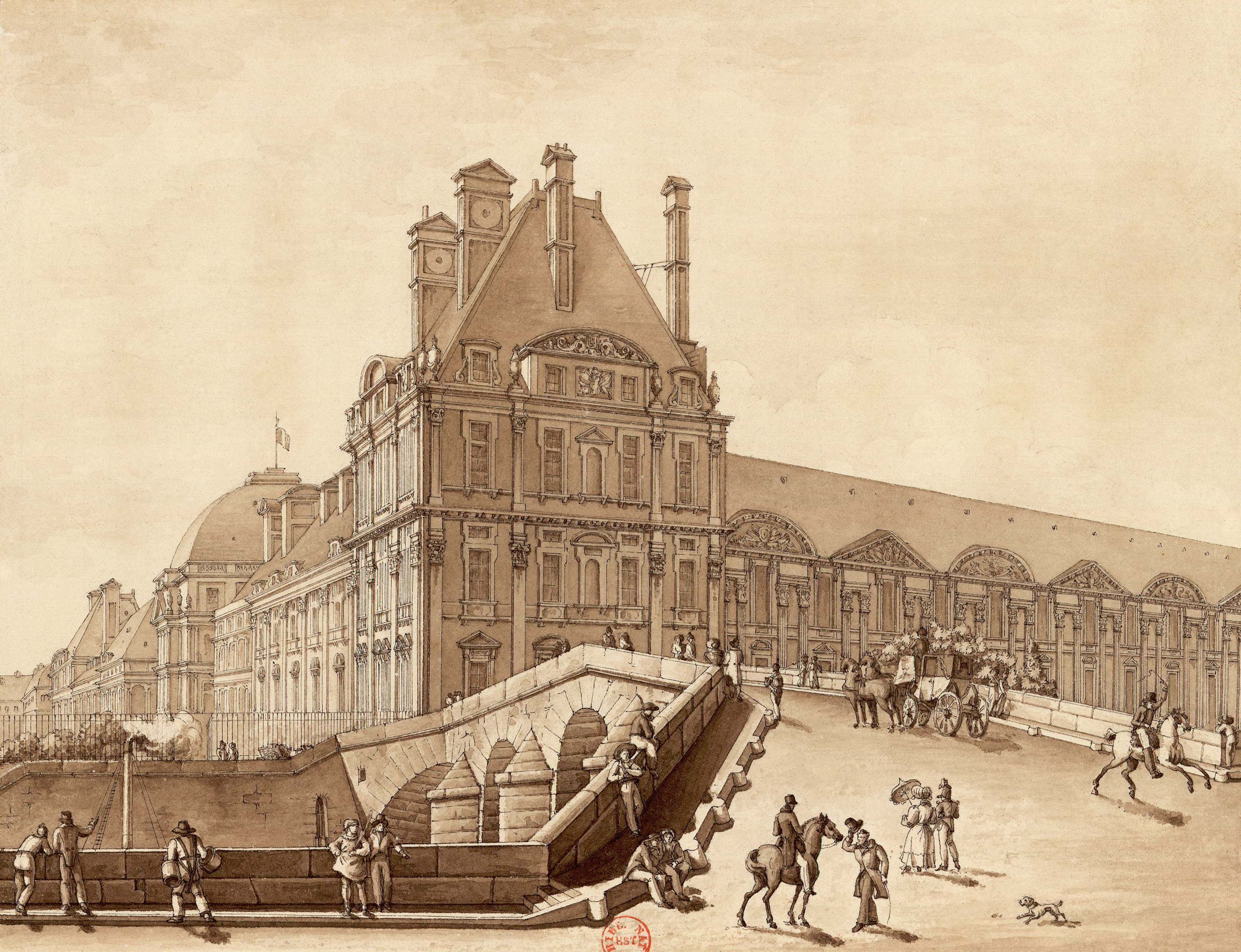
Cầu và Nhánh Flore năm 1814
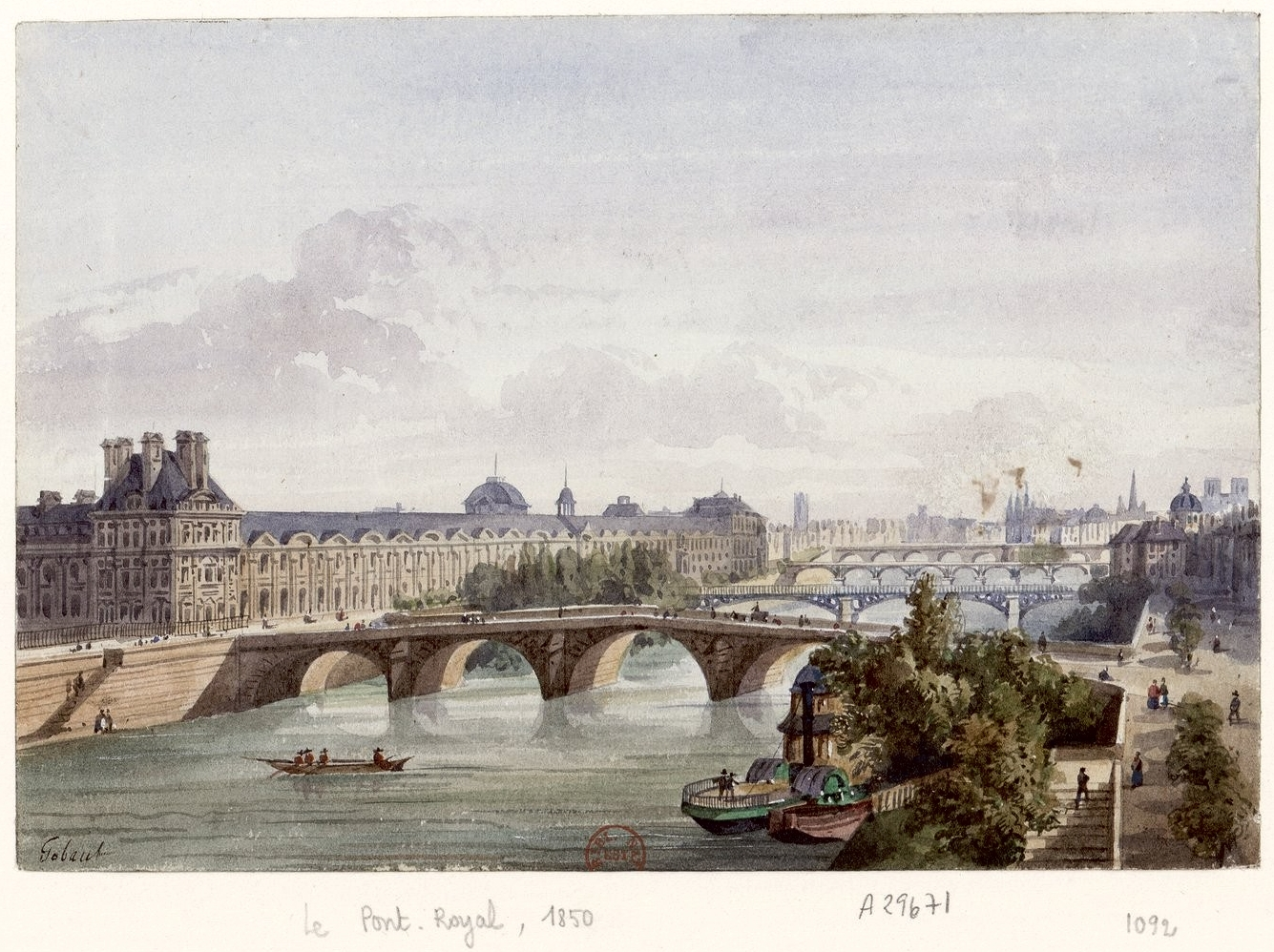
Cầu năm 1850
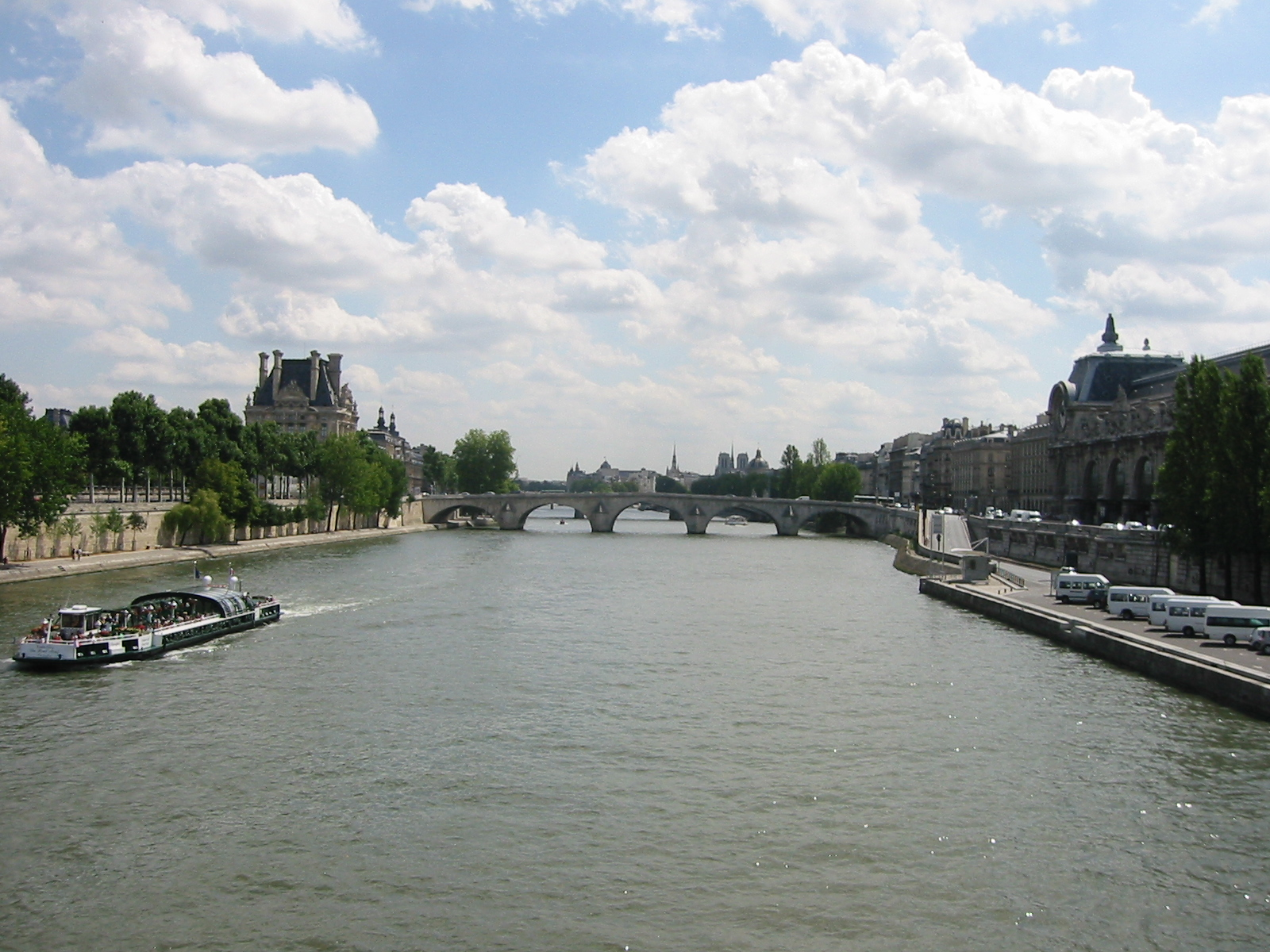
Cầu nhìn từ cầu đi bộ Léopold-Sédar-Senghor